# Ghiacciaio Willey
Il ghiacciaio Willey (in inglese Willey Glacier) è un ghiacciaio situato sulla costa di Rymill, nella parte occidentale della Terra di Palmer, in Antartide. Il ghiacciaio, il cui punto più alto si trova 306 m s.l.m., è situato in particolare a nord dei picchi Creswick e da qui fluisce in direzione ovest a partire dal passaggio Creswick fino ad entrare nel canale di Giorgio VI.

## Storia
Il ghiacciaio Willey è stato così battezzato dal Comitato britannico per i toponimi antartici in onore di Lawrence E. Willey, geologo del British Antarctic Survey (BAS) di stanza alle stazioni di ricerca della scogliera Fossil e sull'isola Stonington nel periodo 1966-69 e nel 1973 e vincitore della Medaglia Polare nel 1976 per i contributi resi all'opera del BAS.